# Vladimir Kuznecov (sollevatore 1963)
Vladimir Aleksandrovič Kuznecov (in russo Владимир Александрович Кузнецов?; Birobidžan, 5 novembre 1963) è un ex sollevatore sovietico che ha gareggiato nella categoria dei pesi medi (fino a 75 kg.).

## Carriera
Cominciò a sollevare pesi all'età di 14 anni e nel 1980 si trasferì a Krasnodar per frequentare il locale Istituto di Educazione Fisica, dove continuò gli allenamenti nel sollevamento pesi.
Nel 1983 fu incluso nella squadra nazionale dell'URSS e partecipò ai Campionati mondiali ed europei di Mosca, dove conquistò la medaglia d'argento con 370 kg. nel totale, alle spalle del bulgaro Aleksandăr Vărbanov (stesso risultato di Kuznecov).
L'anno seguente vinse la medaglia di bronzo ai Campionati europei di Vitoria con 367,5 kg. nel totale ma non poté partecipare alle Olimpiadi di Los Angeles 1984, dove sarebbe stato tra i favoriti per il podio, a causa del boicottaggio di quell'edizione dei Giochi Olimpici da parte dei Paesi dell'Est europeo.
A causa dei postumi di un infortunio alla schiena, per diversi anni Kuznecov non ebbe risultati di rilievo, ma nel 1990 riuscì a conquistare la medaglia d'oro ai Campionati europei di Aalborg con 360 kg. nel totale.
Nel 1992 vinse nuovamente il titolo europeo con 355 kg. nel totale ai Campionati europei di Szekszárd in rappresentanza della Comunità degli Stati Indipendenti (CSI), ma non venne selezionato per le successive Olimpiadi di Barcellona 1992 dai responsabili tecnici della Squadra Unificata.
L'anno seguente Vladimir Kuznecov si ritirò dall'attività agonistica, dedicandosi all'insegnamento dell'educazione fisica presso un istituto scolastico di Krasnodar.
Nel corso della sua carriera di sollevatore stabilì quattro record mondiali, di cui tre nella prova di strappo ed uno nel totale.